# Krapinske Toplice
Krapinske Toplice è un comune della Croazia di 5 744 abitanti della regione di Krapina e dello Zagorje.